# Peribatodes nigrata
Peribatodes nigrata är en fjärilsart som beskrevs av Sterneck 1924. Peribatodes nigrata ingår i släktet Peribatodes och familjen mätare. Inga underarter finns listade i Catalogue of Life.